# Rayhon
Rayhon (* 16. září 1978, Taškent, Uzbecká SSR) je uzbecká zpěvačka a herečka, dcera zasloužilé umělkyně Tamary Šokirovové. Je podruhé vdaná a má dva syny.

## Diskografie

### Studiová alba
- Sensiz (2001)
- Baxtli boʻlaman (2002)
- Sevgilim (2004)
- Faqat muhabbat (2005)
- Yodingdami? (2006)
- Sogʻindim (2007)
- Doimo (2008)
- Orzuinga ishon (2009)
- Tabassum qil (2010)
- Sevaveraman (2011)
- Sevgi bu nima? (2012)
- Oyijon (2013)
- Izlama (2015)

## Ocenění
- Zasloužilá umělkyně Uzbekistánu